# Barry Hawkins
Barry Hawkins (Ditton, 23 april 1979) is een Engels snookerspeler die in 1996 prof werd. Hij maakte een maximumbreak tijdens het derde event van de Players Tour Championship 2010-2011. Hawkins luistert naar de bijnaam The Hawk.
Hawkins is rechtshandig, maar snookert doorgaans linkshandig.

## Staat van dienst
Hawkins won in 2007 het Masters Qualifying Event en in 2010 event 5 van de Pro Challenge Series, beide non-rankingtoernooien. In het ranking-circuit haalde hij de halve finale van de Welsh Open in zowel 2005 als 2006, die van de Grand Prix in 2006 en die van de China Open in 2007. Het World Snooker Championship 2011 was het zesde op rij waarvoor Hawkins zich plaatste en het eerste waarop hij de eerste ronde overleefde. Daarin versloeg hij Stephen Maguire met 10-9, na met 4-0, 6-2 en 8-4 voorgestaan te hebben. Hij verloor in de tweede ronde met 13-12 van Mark Allen.
In 2013 behaalde Hawkins de finale van het World Snooker Championship 2013 door achtereenvolgens Jack Lisowski, Mark Selby, Ding Junhui en Ricky Walden te verslaan. Hij verloor de finale met 18-12 van titelverdediger Ronnie O'Sullivan.

## Belangrijkste resultaten

### Rankingtitels
| #  | Seizoen     | Toernooi                         | Verliezend finalist | Score |
| -- | ----------- | -------------------------------- | ------------------- | ----- |
| 1. | 2012 / 2013 | Australian Goldfields Open       | Peter Ebdon         | 9-3   |
| 2. | 2013 / 2014 | Players Tour Championship Finals | Gerard Greene       | 4-0   |
| 3. | 2016 / 2017 | World Grand Prix                 | Ryan Day            | 10-7  |
| 4. | 2023 / 2024 | European Masters                 | Judd Trump          | 9-6   |

### Minor-rankingtitels
| #  | Seizoen     | Toernooi  | Verliezend finalist | Score |
| -- | ----------- | --------- | ------------------- | ----- |
| 1. | 2014 / 2015 | Riga Open | Tom Ford            | 4-1   |

### Niet-rankingtitels
| #  | Seizoen     | Toernooi            | Verliezend finalist | Score |
| -- | ----------- | ------------------- | ------------------- | ----- |
| 1. | 2011 / 2012 | Snooker Shoot-Out   | Graeme Dott         | 61-23 |
| 2. | 2019 / 2020 | Paul Hunter Classic | Kyren Wilson        | 4-3   |

### Wereldkampioenschap
Hoofdtoernooi (laatste 32 of beter):
| #   | Seizoen     | Editie  | Prestatie    | Extra                                   |
| --- | ----------- | ------- | ------------ | --------------------------------------- |
| 1.  | 2005 / 2006 | WK 2006 | Laatste 32   | Verloor met 10-1 van Ken Doherty        |
| 2.  | 2006 / 2007 | WK 2007 | Laatste 32   | Verloor met 10-9 van Fergal O'Brien     |
| 3.  | 2007 / 2008 | WK 2008 | Laatste 32   | Verloor met 10-9 van Ali Carter         |
| 4.  | 2008 / 2009 | WK 2009 | Laatste 32   | Verloor met 10-8 van Graeme Dott        |
| 5.  | 2009 / 2010 | WK 2010 | Laatste 32   | Verloor met 10-6 van John Higgins       |
| 6.  | 2010 / 2011 | WK 2011 | Laatste 16   | Verloor met 13-12 van Mark Allen        |
| 7.  | 2011 / 2012 | WK 2012 | Laatste 16   | Verloor met 13-11 van Matthew Stevens   |
| 8.  | 2012 / 2013 | WK 2013 | Finale       | Verloor met 18-12 van Ronnie O'Sullivan |
| 9.  | 2013 / 2014 | WK 2014 | Halve finale | Verloor met 17-7 van Ronnie O'Sullivan  |
| 10. | 2014 / 2015 | WK 2015 | Halve finale | Verloor met 17-9 van Shaun Murphy       |
| 11. | 2015 / 2016 | WK 2016 | Kwartfinale  | Verloor met 13-11 van Marco Fu          |
| 12. | 2016 / 2017 | WK 2017 | Halve finale | Verloor met 17-8 van John Higgins       |
| 13. | 2017 / 2018 | WK 2018 | Halve finale | Verloor met 17-15 van Mark Wiliams      |
| 14. | 2018 / 2019 | WK 2019 | Laatste 16   | Verloor met 13-11 van Kyren Wilson      |
| 15. | 2019 / 2020 | WK 2020 | Laatste 16   | Verloor met 13-9 van Neil Robertson     |
| 16. | 2020 / 2021 | WK 2021 | Laatste 16   | Verloor met 13-10 van Kyren Wilson      |
| 17. | 2021 / 2022 | WK 2022 | Laatste 32   | Verloor met 10-7 van Jackson Page       |
| 18. | 2023 / 2024 | WK 2024 | Laatste 32   | Verloor met 10-8 van Ryan Day           |
| 19. | 2024 / 2025 | WK 2025 | Laatste 32   | Verloor met 10-9 van Hossein Vafaei     |